# UTC-7
UTC-7 è un fuso orario, in ritardo di 7 ore sull'UTC.

## Zone
È utilizzato nei seguenti territori:
- Canada:
  - Alberta
  - Columbia Britannica:
    - A nord-est, la maggior parte del distretto regionale del Peace River (con Dawson Creek e Fort St. John)
    - A sud-est:
      - Distretto regionale di East Kootenay
      - Distretto regionale di Central Kootenay a est del fiume Kootenay e alcune parti a est del lago Kootenay a sud di Riondel
      - Distretto regionale Columbia-Shuswap a est dei monti Selkirk

    - Il corridoio della Highway 95

  - Nunavut:
    - Parti della regione di Kitikmeot a ovest del 102º meridiano ovest

  - Saskatchewan (solo la zona intorno Lloydminster)
  - Territori del Nord-Ovest (tranne Tungsten)
- Stati Uniti:
  - Arizona
  - Colorado
  - Dakota del Nord (sud-ovest)
  - Dakota del Sud (ovest)
  - Idaho (la maggior parte del territorio, tranne le contee della Panhandle)
  - Kansas (contee di Greeley, Hamilton, Sherman e Wallace, nell'ovest)
  - Montana
  - Nebraska (ovest)
  - Nevada (solo West Wendover; alcune città frontaliere con l'Idaho, come Jackpot, osservano UTC-7 ufficiosamente)
  - Nuovo Messico
  - Oregon (solo la maggior parte della Contea di Malheur)
  - Texas (contee di El Paso e di Hudspeth, nell'ovest)
  - Utah
  - Wyoming
- Messico:
  - Bassa California del Sud
  - Chihuahua
  - Nayarit
  - Sinaloa
  - Sonora

## Geografia
In teoria UTC-7 corrisponde a una zona di longitudine compresa tra 97,5° W e 112,5° W e l'ora utilizzata corrispondeva all'ora solare media del 105º meridiano ovest (riferimento soppiantato dall'UTC nel 1972).
Negli Stati Uniti e in Canada, il fuso orario è chiamato Mountain Standard Time (MST).

## Ora legale
La quasi totalità delle regioni situate in questo fuso orario adottano l'ora legale, passando a UTC-6, tranne:
- in Messico, lo stato di Sonora
- negli Stati Uniti, l'Arizona (tranne la nazione Navajo, sebbene la riserva Hopi che ne fa parte non la osservi)

Reciprocamente, le parti dell'America a UTC-8 si ritrovano in estate a UTC-7.